# Grazan
Grazan est une ancienne commune du Gers. En 1821, elle fusionne avec les communes de Moncorneil-Devant et Moncorneil-Derrière pour former la commune de Moncorneil-Grazan.

## Géographie

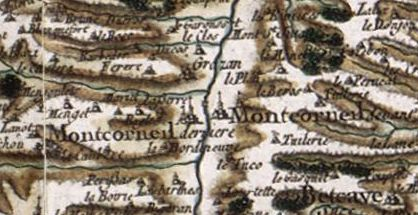
Grazan sur la carte de Cassini de 1770.

L'ancienne commune de Grazan constitue l'actuelle partie nord-ouest du territoire de Moncorneil-Grazan.

## Toponymie
Entre 1793 et 1821, le nom de la commune est noté tantôt Grasan tantôt Grazan.

## Histoire
La commune de Grazan est réunie, en 1821, avec les communes de Moncorneil-Devant et Moncorneil-Derrière pour former la commune nouvelle de Moncorneil-Grazan.

## Politique et administration

### Canton
Grazan fut transférée du canton de Seissan, dont elle faisait partie depuis 1793, au canton de Saramon, lors de sa fusion.

### Liste des maires
| Période                                  | Période | Identité          | Étiquette | Qualité |
| ---------------------------------------- | ------- | ----------------- | --------- | ------- |
| 1803                                     | 1821    | Barthélémy Despax |           |         |
| Les données manquantes sont à compléter. |         |                   |           |         |

En 1821, Dominique Daude, maire de Moncorneil-Derrière, devient le maire de la nouvelle commune issue de la fusion de Grazan, Moncorneil-Devant et Moncorneil-Derrière.

## Population et société

### Démographie
La population est exprimée en nombre d'habitants.
| 1793 | 1800 | 1806 | 1821 |
| ---- | ---- | ---- | ---- |
| 83   | 84   | 90   | 109  |

## Culture locale et patrimoine

### Lieux et monuments
- L’église romane Saint-Hippolyte de Grazan et son cimetière. L'église contient notamment un sarcophage en marbre de Saint-Béat, sans doute de l'époque du Bas-Empire romain, et classé en 1988 au titre d'objet monument historique[3].